# Mahmoud El Dozoui
Mahmoud El Dozoui (11 de febrero de 1990 - 26 de enero de 2013) fue un jugador de fútbol profesional egipcio que jugaba en la demarcación de delantero.

## Biografía
Mahmoud El Dozoui debutó en 2008 a la edad de 18 años con el equipo de segunda división egipcia El Mareekh. Tras una temporada, Mahmoud El Dozoui fue traspasado al Ittihad El-Shorta, equipo de Primera División de Egipto. Jugó durante tres temporadas, consiguiendo llegar a los cuartos de final Copa de Egipto en la temporada 2010/2011. Posteriormente en 2012 el jugador volvió a ser traspasado al El Mareekh, equipo en el que permaneció hasta su fallecimiento.

## Muerte
Mahmoud El Dozoui falleció el 26 de enero de 2013 a la edad de 23 años tras ser asesinado en la tragedia de Puerto Saíd.

## Clubes
| Club              | País   | Año         |
| ----------------- | ------ | ----------- |
| El Mareekh        | Egipto | 2008 - 2009 |
| Ittihad El-Shorta | Egipto | 2009 - 2012 |
| El Mareekh        | Egipto | 2012 - 2013 |